# Vadonia steveni
Vadonia steveni — вид жесткокрылых из семейства усачей.

## Описание
Жук длиной от 8 до 18 мм. Задние голени самцов с одним шипиком.

## Экология
Посещает цветки.

## Вариетет
- Vadonia steveni var. sareptana (Pic, 1941)